# ワルツ イ短調 (ショパン、2024年発見)

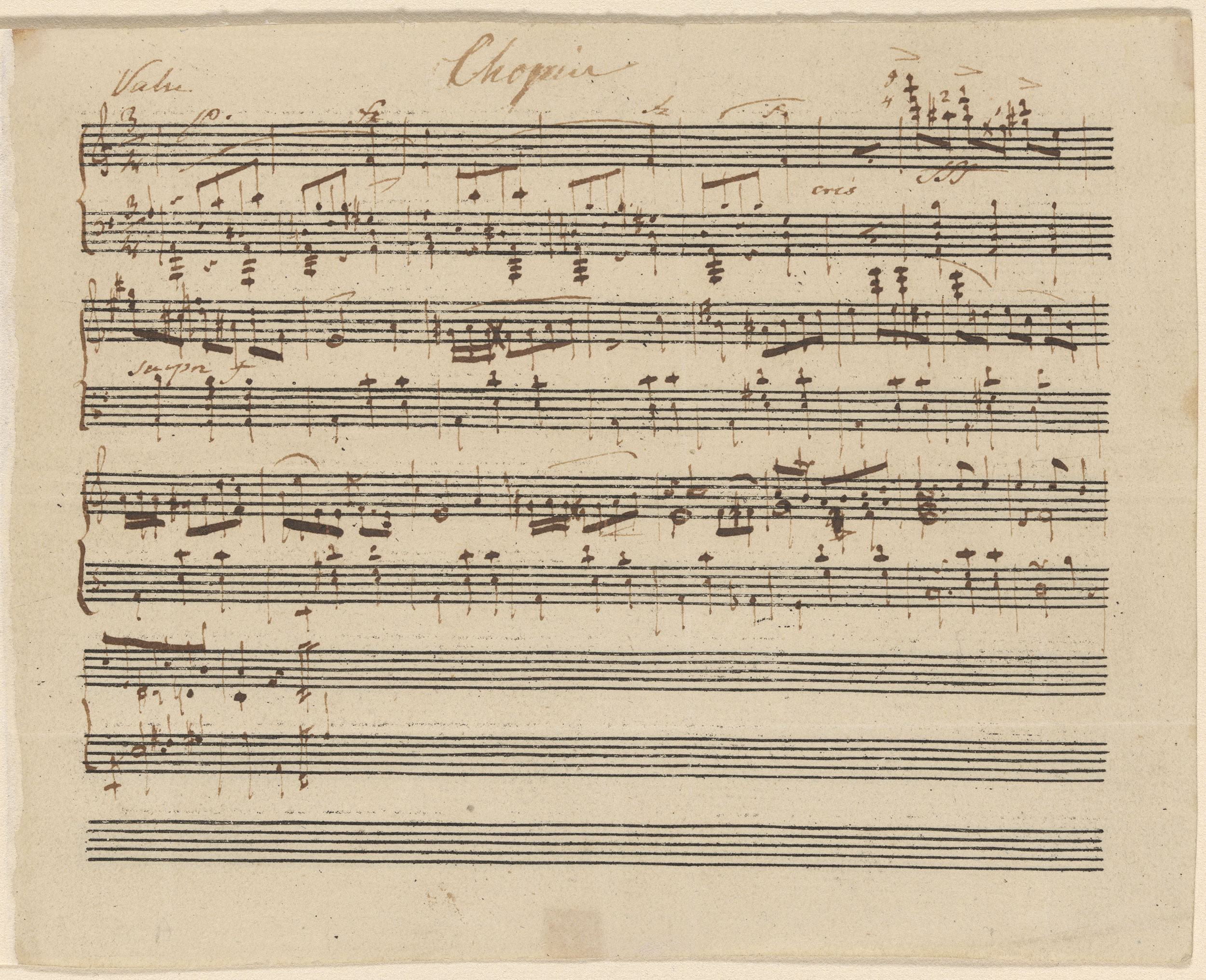
手稿譜。モルガン・ライブラリー蔵。

ワルツ イ短調 は、フレデリック・ショパンが作曲したとされるワルツ。モルガン・ライブラリーで発見され、2024年10月27日に『ニューヨーク・タイムズ』紙によって公表された。曲は1830年から1835年頃に作曲されたとみられており、真作であると認められたことにより1930年代後半以降で初となるショパンの新作の発見となった。フレデリック・ショパン研究所の所長であるアルトゥル・シュクレネルは発見された草稿が作品として完成されていると考えておらず、本作をショパンのワルツとして分類していない。

## 曲の真正性
130x102ミリメートルの大きさの原稿は、博物館職員がArthur Satzの遺贈品の目録を作成する過程で2019年に発見された。これはSatzがアマチュアのピアニストでニューヨーク・スクール・オブ・インテリア・デザインの元学長であったオーガスタス・シェリル・ウィトン2世の妻から購入したものであった。筆記に用いられた茶色の没食子インク、やや黄色がかって後世の楽譜よりも分厚い機械製造の網目紙は、いずれもショパンが使用していた文房具と一致している。より特徴的なのは紙が「緑色の風合い」を示していることで、これは彼がパリに到着したての時期に使用していた用紙に該当し、ワルシャワ時代の楽譜とは区別が可能である。筆跡もショパンと一致している。例として挙げられるのが小さな音符、特殊な形状のヘ音記号である。ただし、彼の友人のユリアン・フォンタナも同じ形でヘ音記号を表記しており、これが原因で過去に両者の原稿の間に混乱を生じたこともある。筆跡の一致は上部に書かれた「Valse」の文字まで該当するが、「Chopin」という名前は他者の手で書き入れられたものである。しかし、記譜法における筆跡学は書簡等における筆跡学ほどには「体系化」が進んでいないことには注意が必要である。
音楽学者のジェフリー・コールバーグは音楽的見地から、この草稿がショパンによって写譜された他者の作品ではなく彼自身の楽曲であるという説を支持している。フレデリック・ショパン研究所所長のアルトゥル・シュクレネルは、本作が1830年代前半のショパンの活動に一致する「華麗な様式を示している」と述べると同時に、草稿が整っている様からレッスン中に生徒と共に書いたものではないことが分かると主張している。一方、献辞や署名が書かれていないことに触れ、こうした形の草稿を贈り物とする際に考えられることだろうと述べた。シュクレネルは本草稿は完成作品ではなく「音楽的着想を書き留めたもの」もしくは「ピアノを介したコミュニティーにおけるショパンの活動の痕跡」に近いものであると看做し、本作をショパンのワルツ第20番に位置付けるべきであるとは考えていない。とはいえ、旋律の装飾や伴奏での「2度ずつの動き」はショパンの特徴であると認めている。

## 楽曲構成
草稿は24小節から成る楽想で、反復記号によって繰り返して演奏される。演奏時間は約1分から1分20秒と例外的な短さとなっている。曲は3/4拍子、イ短調で書かれ、楽譜には運指も示されている。開始直後の主題が提示される直前の部分には、強弱としてショパンには珍しくフォルティッシッシモ（fff）が指定されており、ピアニストのラン・ランはポーランドの田舎の冬を想起させると表現している。
楽曲の冒頭部分を譜例1に示す。この直後に最大音量が登場する。
譜例1
譜例2には主題の開始部分を示す。
譜例2

## 録音
ドイツ・グラモフォンは2024年11月8日に本作の初となる商業録音を、ラン・ランの演奏でデジタル・シングルとしてリリースした。